# Bel-Ami

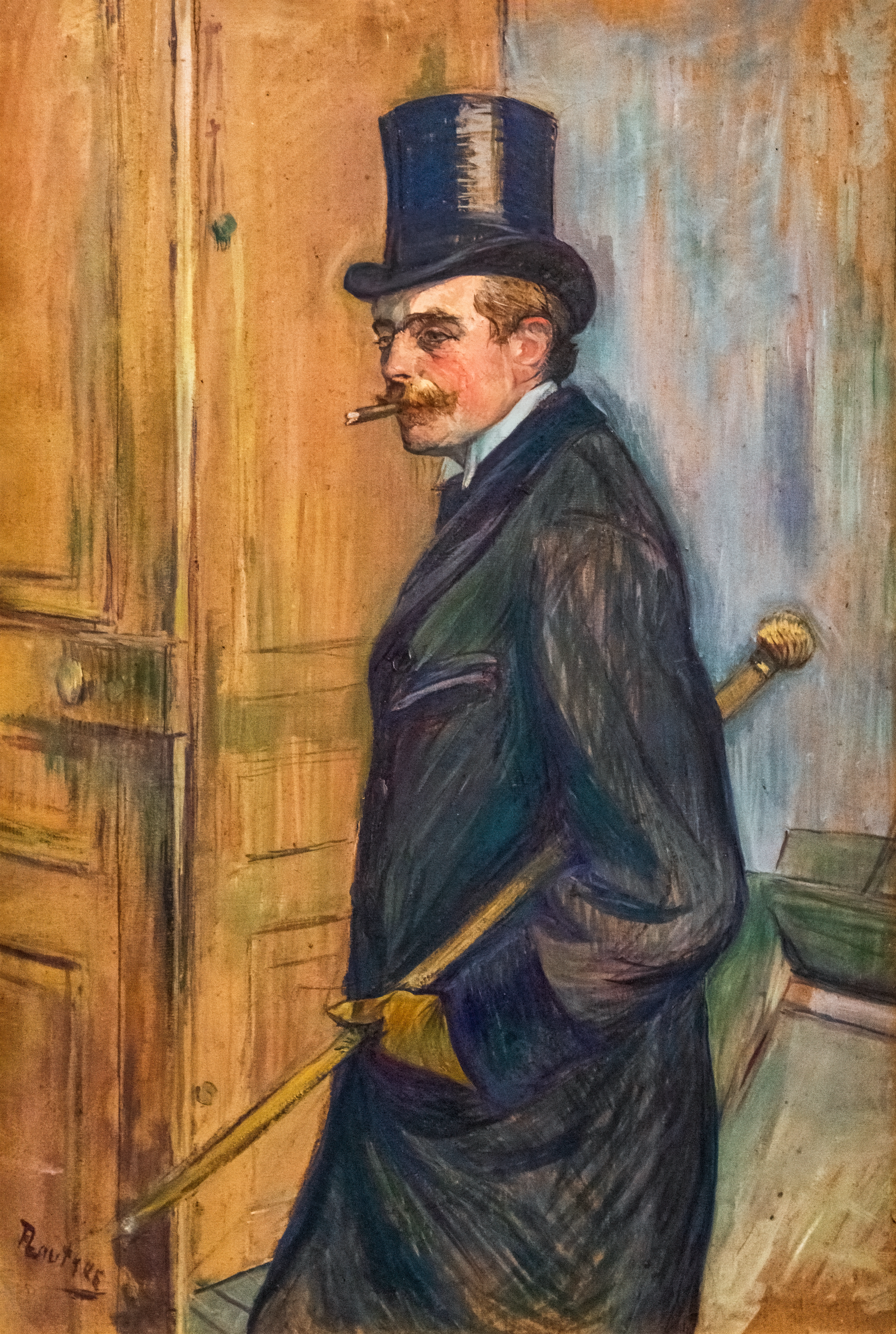
Die Romanfigur Georges Duroy inspirierte Toulouse-Lautrec zu diesem Bild.

Bel-Ami ist ein Roman von Guy de Maupassant, der 1885 erschienen ist. Er beschreibt den beruflichen und gesellschaftlichen Aufstieg des ehemaligen Unteroffiziers Georges Duroy im Paris des ausgehenden 19. Jahrhunderts. Die verschiedenen deutschen Übersetzungen erschienen auch unter dem Titel Der schöne Freund, Der schöne Georg, Der Liebling. Der beißend-ironische Roman zählt mit über 50 Auflagen bis 1887 zu den erfolgreichsten Werken von Guy de Maupassant.

## Inhalt

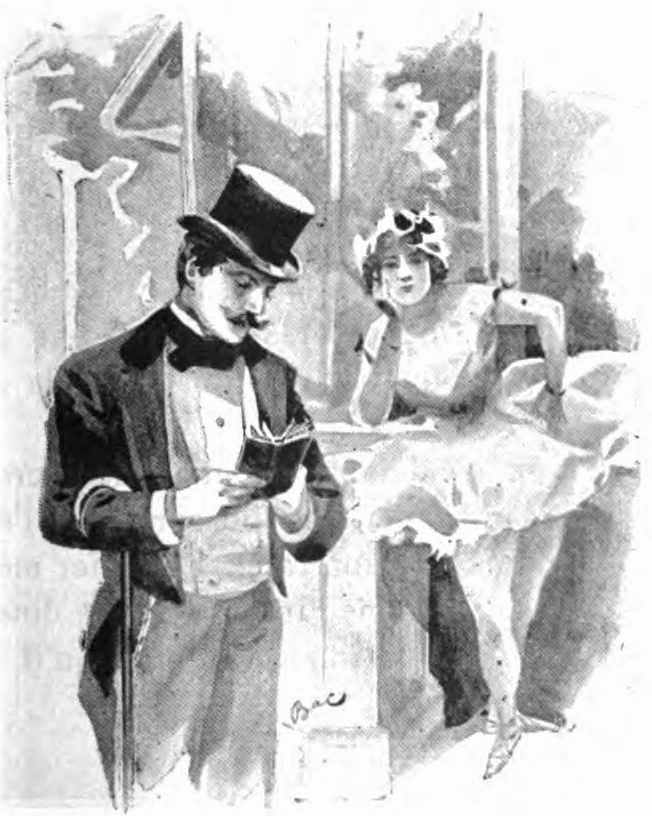
Zeitgenössische Buchillustration des Romans Bel-Ami, Ferdinand Bac

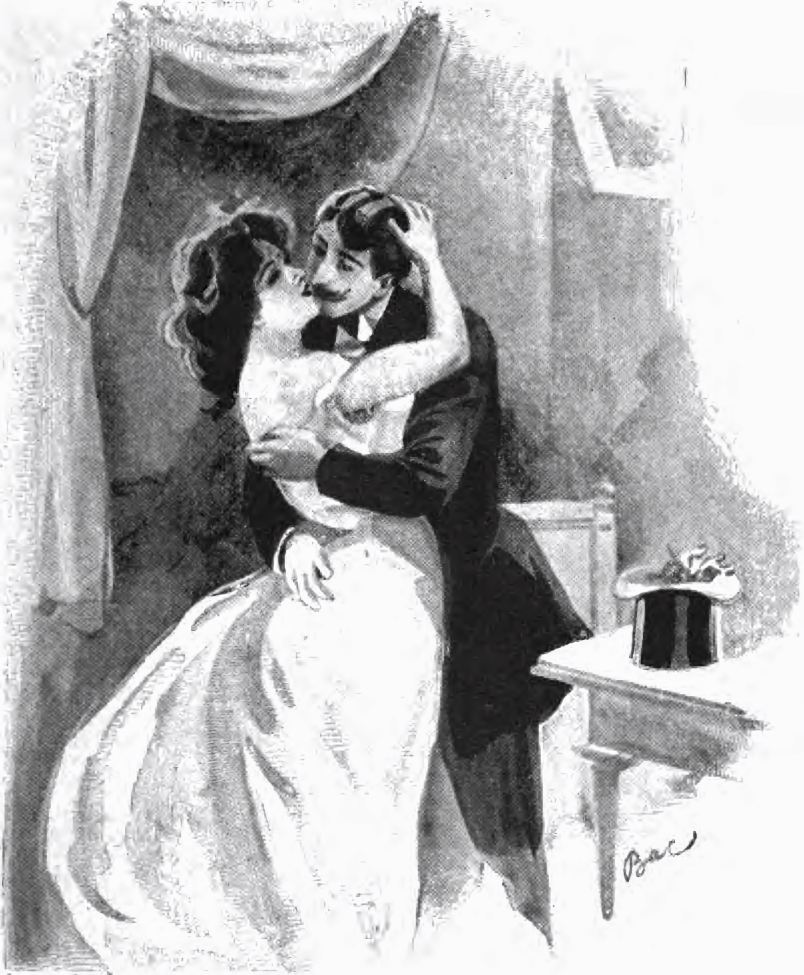
Zeitgenössische Buchillustration des Romans Bel-Ami, Ferdinand Bac

Der ungebildete, geltungssüchtige Duroy trifft nach seinem Ausscheiden aus dem Militär, beinahe mittellos, seinen ehemaligen Kameraden Forestier wieder, der inzwischen bei der Zeitung La vie française arbeitet. Dieser verschafft ihm dort eine Stelle als Reporter und Beitragsschreiber. Duroy muss allerdings erkennen, dass ihm jegliches Geschick zum Schreiben fehlt; er lässt sich darum von Forestiers Frau helfen, mit der ihn bald eine Freundschaft verbindet. Er erkennt, dass sie auch die meisten Artikel ihres Mannes schreibt.
Inzwischen führt ihn Forestier in die Gesellschaft ein, und schnell macht Duroy dank seiner Bekanntschaften mit mehreren hochgestellten Damen Karriere. Ausgerechnet ein Kind, die Tochter seiner ersten Geliebten, gibt ihm den Spitznamen Bel Ami, unter dem er bald bekannt wird.
Nach Forestiers Tod heiratet er schnell entschlossen dessen Witwe, und sie bilden ein ehrgeiziges Team, das Politik und Gesellschaft via Zeitungsartikeln beeinflusst. Als Ehefrau hat er jedoch bald genug von ihr, betrügt sie dauernd und nutzt schließlich die Gelegenheit, sie ihrerseits in flagranti beim Ehebruch mit dem Außenminister zu überraschen, den er dadurch auch stürzt.
Nachdem er die Frau des Zeitungsherausgebers Walter, eines der reichsten Männer von Paris, der sein Geld auch durch Spekulation mit Ländereien gemacht hat, verführt und kurz darauf wieder verlassen hat, entbrennt Duroy in Liebe zur Tochter Walters. Obwohl Walter sich gegen eine Hochzeit seiner Tochter mit Du Roy (dieser ändert seinen Namen im Verlaufe des Romans einige Male, um aristokratischer zu wirken) sträubt, muss er in die Ehe doch einwilligen, nachdem Du Roy seine Braut kurzerhand entführt hatte. Während Walters Frau unter der neuen Verbindung leidet und in religiösen Wahn verfällt, wird Duroy durch seine zweite Hochzeit endgültig zu einem geachteten Mann, was ihm den Weg zum Aufstieg zur Spitze der Gesellschaft eröffnet.

## Deutsche Ausgaben
Bücher
- Der schöne Georg. Deutsch von Max Schoenau. Mit einer Einleitung von Heinz Tovote. Ullstein, Berlin 1922.
- Bel-Ami. Der schöne Freund. Berechtigte deutsche Übertragung von Friedrich von Oppeln-Bronikowski. Kurt Wolff, München 1923.
- Der schöne Freund. Neu übersetzt von Wilhelm Cremer. Verlag der Schillerbuchhandlung, Berlin 1924.
- Bel-Ami. Eingeleitet und übertragen von Friedrich Franz von Conring. Fredrik Brinkman, Berlin 1924.
- Der schöne Georg. Aus dem Französischen übersetzt von Fürst N. Obolensky. Th. Knaur Nachf., Berlin 1926.
- Der Frauenliebling. Ungekürzte Übertragung von Max Fuchs. Globus Verlag, Berlin 1926.
- Bel-Ami. Deutsche Übersetzung von Edith Reimers. Menge-Verlag, Berlin/Leipzig/Wien 1943.
- Bel-Ami. Aus dem Französischen übersetzt von Urs von Arx. Illustrationen von Lindi. Büchergilde Gutenberg, Zürich 1945.
- Bel Ami. Ins Deutsche übertragen von Georg Goyert. Limes-Verlag, Wiesbaden 1947.
- Liebling der Frauen. Deutsche Ausgabe bearbeitet von Peter Krebs. Komet-Verlag 1948.
- Bel Ami. Übertragung aus dem Französischen von Claus Bernd von Klot Heydenfeldt. von Engelhardt, Detmold-Berlebeck 1948.
- Bel Ami. Übersetzung von Ernst Hardt. Springer, Hamburg 1948.
- Bel Ami. Deutsche Übertragung und Bearbeitung von Walter Heichen. Verlag Jugend und Volk, Hildesheim 1949.
- Bel Ami. Übersetzung: Eugen von Saß. Schaffer, Hannover/Berlin 1952.
- Bel Ami. Übersetzung: Elisabeth Zehden-Boehm. Droemer, München 1952.
- Bel Ami. Übersetzung: Richard Hoffmann. Obelisk-Verlag, Velden a.W/Graz 1952.
- Bel-Ami. Deutsch von Erich Marx. Dieterich, Leipzig 1953.
- Bel-Ami. Deutsch von Anna Wagenknecht. Mit 55 Federzeichnungen von Ursula Wendorff-Weidt. Rütten & Loening, Berlin 1957.
- Bel-Ami. Übersetzt und bearbeitet von Carl Peter Rauhof. Fackelverlag, Olten/Stuttgart/Salzburg 1958.
- Bel-Ami. Übertragen von Josef Halperin. Artemis Verlag, Zürich/Stuttgart 1963.
- Der schöne Freund. Aus dem Französischen übersetzt von Paul Wiegler. Ullstein, Frankfurt/Berlin 1965.
- Bel-Ami. Übertragen von Hilda von Born-Pilsach. Vorwort: Karl August Ott, Illustrationen: Franz Danskin. Amadis-Verlag, Karlsruhe 1968.
- Bel-Ami. Übersetzung und Nachwort von Ernst Sander. Reclam, Stuttgart 1973. Neuausgabe 1986, ISBN 978-3-15-009686-4. Neuausgabe 2024, ISBN 978-3-15-020749-9.
- Bel Ami. Übersetzung aus dem Französischen: Hertha Lorenz. Kaiser, Klagenfurt 1976.
- Bel-Ami. Aus dem Französischen von Josef Halperin. Insel-Verlag, Frankfurt 1977. ISBN 978-3-458-31980-1.
- Bel-Ami. Aus dem Französischen übersetzt von Waltrud Kappeler. Nachwort von François Bondy. Manesse-Verlag, Zürich 1982. ISBN 978-3-7175-1618-7. Neuausgabe: Penguin Verlag, München 2023. ISBN 978-3-328-11073-6.
- Bel-Ami. Aus dem Französischen von Hermann Lindner. dtv, München 2001, ISBN 3-423-12934-4, Neuausgabe 2011, ISBN 978-3-423-14010-2.
- Bel-Ami. Aus dem Französischen von Friedrich von Oppeln-Bronikowski. Insel Taschenbuch, Berlin 2012, ISBN 978-3-458-35740-7.

Hörbücher
- Bel-Ami. Gelesen von Christoph Bantzer, in der Übersetzung von Paul Wiegler. PolygramKlassik, Hamburg 1996 (9 Tonkassetten). Neuausgabe: Der Audio Verlag, Berlin 2016 (2 mp3-CDs). ISBN 978-3-86231-868-1.
- Bel-Ami. Gelesen von Simon Roden. Delta Music, Frechen 2006 (5 CDs). ISBN 3-86538-222-3.

## Adaptionen
Film
- Willi Forst (Regie): Bel Ami (1939)
- Die Privataffären des Bel Ami, USA 1947
- Louis Daquin (Regie): Bel Ami (1955)
- Helmut Käutner (Regie): Bel Ami (1968) – TV-Mehrteiler mit Helmut Griem in der Hauptrolle
- Mac Ahlberg (Regie): Skandinavische Lust – Pornoadaption, die nur oberflächlich etwas mit dem Roman gemein hat
- Declan Donnellan, Nick Ormerod (Regie): Bel Ami (2012) – mit Robert Pattinson in der Hauptrolle

Hörspiel
- Guy de Maupassant: Bel ami. Hörspiel. Der Hörverlag, München 2001, ISBN 3-89584-874-3 (2 Kassetten, bearbeitet von Helmut Peschina, Regie: Claudia Johanna Leist, mit Christian Brückner, Anna Thalbach, Werner Wölbern, Angelika Bartsch, Hermann Lause u. a., Musik: Henrik Albrecht).

Lied
- Hans Fritz Beckmann: Bel Ami.

Musical
- Peter Kreuder: Bel Ami. 1960.